# Antoine Blondel
Pour les articles homonymes, voir Blondel.
Antoine Philippe Léon Blondel né à Paris le 16 novembre 1795, mort à Fontainebleau le 27 avril 1886 était un homme politique français.

## Biographie
Il fut ministre des Finances un court moment entre le 26 octobre et le 23 novembre 1851.
D'avril 1852 à février 1854, il fut directeur général des forêts. Après la démission du directeur général des forêts Victorin Legrand à la suite des décrets de 1852, on chercha un successeur à ce poste dans l’inspection des finances. Antoine Blondel fut choisi en raison du succès de sa mission de délimitation des forêts de la Corse.
À partir de 1854 il devint membre du conseil d'État  et enfin sénateur en 1866.
Il est inhumé le 29 avril 1886 au cimetière de Montmartre 17e division avec ses frères Charles Ferdinand Blondel (1807-1877) et Lucien Antoine Blondel (1801-1883).